# Patrimonium (woningbezit)
Patrimonium is een groep van woongelegenheden die van één en dezelfde eigenaar zijn. 
Onroerende goederen, woningen, appartementen, behorende tot complexen, wijken en eigendom zijn van één eigenaar (vereniging, vennootschap) noemt men het "patrimonium" van die sociale huisvestingsmaatschappij.
Een voorbeeld van een patrimonium: sociale woongelegenheden die eigendom zijn van één en dezelfde sociale huisvestingsmaatschappij.